# Latridius brevicollis
Latridius brevicollis is een keversoort uit de familie schimmelkevers (Latridiidae). De wetenschappelijke naam van de soort werd in 1868 gepubliceerd door Carl Gustaf Thomson.